# Mistrzostwa Polski w Boksie 2023
Mistrzostwa Polski w Boksie Mężczyzn 2023 – 94. edycja mistrzostw, która odbyła się w dniach 4–9 grudnia 2023 roku w Toruniu.

## Medaliści
| Kategoria:         | Złoto:                                             | Srebro:                                        | Brąz:                                                                                           |
| waga do 48 kg      | Hubert Wrona (RUSHH Kielce)                        | Bartłomiej Fortuna (Champion Wołomin)          | –                                                                                               |
| waga do 51 kg      | Jakub Słomiński (Wda Świecie)                      | Daniel Surowiec (KSZO Ostrowiec Świętokrzyski) | Hubert Martuszewski (TS Wisła Kraków)                                                           |
| waga do 54 kg      | Maciej Jewdokin (Żoliborska Szkoła Boksu Warszawa) | Emilian Dudajek (Boxing Radom)                 | Damian Nicpoń (Jawor Team Jaworzno) Kacper Pazdej (WKS Sokół Piła)                              |
| waga do 57 kg      | Jarosław Iwanow (Wisła Kraków)                     | Jakub Krzpiet (Imperium Boxing Wałbrzych)      | Patryk Adamus (TS Wisła Kraków) Łukasz Dudziński (KS "Górnik" Sosnowiec)                        |
| waga do 60 kg      | Paweł Brach (Radomiak Radom)                       | Jakub Sulęcki (Legia Warszawa)                 | Mikołaj Mańka (Sporty Walki Gostyń) Nikodem Szafarz (RKB Boxing Radom)                          |
| waga do 63,5 kg    | Bartłomiej Rośkowicz (Legia Warszawa)              | Kirill Globenko (niestowarzyszony)             | Łukasz Perkowski (BKS Skorpion Szczecin) Oliwier Szot (Bytomska Akademia Boksu)                 |
| waga do 67 kg      | Mateusz Grejber (Legia Warszawa)                   | Paweł Sulęcki (Legia Warszawa)                 | Michał Dawiec (Wisła Kraków) Vladysłav Mieszkov (WKS Śląsk Wrocław)                             |
| waga do 71 kg      | Damian Durkacz (Concordia Knurów)                  | Filip Wąchała (SAKO Gdańsk)                    | Mikołaj Tobera (MKSW Pomorzanin Toruń) Mateusz Wojtasiński (UKS Adrenalina Boxing Club Wrocław) |
| waga do 75 kg      | Michał Jarliński (Champion Włocławek)              | Mateusz Urban (BKS Skorpion Szczecin)          | Aleksander Soja (Boks Team Gosiewski) Łukasz Zygula (KS Sako Gdańsk)                            |
| waga do 80 kg      | Rafał Perczyński (SAKO Gdańsk)                     | Klemens Szczepaniak (BBB Serca Krakowa)        | Sebastian Kusz (Ziętek Team Kalisz) Mukhamed Ali Romański (BKS Skorpion Szczecin)               |
| waga do 86 kg      | Jakub Straszewski (Legia Warszawa)                 | Dawid Tkacz (Garda Chojna)                     | Patryk Borucki (BKS Skorpion Szczecin) Jan Lauk (UKS Shark Łódź)                                |
| waga do 92 kg      | Kamil Ślendak (Start Włocławek)                    | Szymon Laskowski (Akademia Walki Warszawa)     | Witold Lisek (ŚUKS Naprzód Lipiny) Szymon Nadłonek (Fight Club Koszalin)                        |
| waga powyżej 92 kg | Piotr Łącz (Puncher Cieszyn)                       | Michał Fiedler (SAKO Gdynia)                   | Oskar Safaryan (Bagdasaryan Boxing Club Poznań) Adam Tutak (Samuraj Sanok)                      |